# Санкт-Петербургский Союз художников

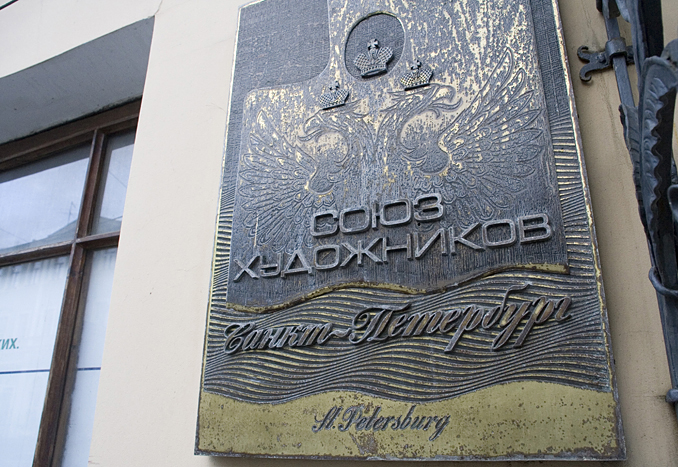
Союз художников

Санкт-Петербургский Союз художников — региональная творческая общественная организация, которая ведёт свою историю с 2 августа 1932 года, когда на общем собрании художников Ленинграда было образовано Ленинградское отделение Союза советских художников (ЛОССХ). Его создание было ускорено принятым весной 1932 года постановлением Политбюро ЦК ВКП(б) «О перестройке литературно-художественных организаций», которым, в частности, предусматривался роспуск существовавших литературных и художественных организаций и групп и образование единых творческих союзов. В 1943—1959 Союз носил название «Ленинградский Союз советских художников» (ЛССХ). С 1959 по 1968 год после вхождения в состав учреждённого Союза художников РСФСР назывался «Ленинградское отделение Союза художников РСФСР», а с 1968 по 1989 год — «Ленинградская организация Союза художников РСФСР» (ЛОСХ). После принятия 16 марта 1989 года Всесоюзной Конференцией СХ СССР Устава СХ СССР — «Ленинградский Союз художников» (ЛСХ). После переименования города стал называться «Санкт-Петербургский Союз художников» (СПбСХ).
Союз художников в значительной мере сохранил традиции основных «организаций-доноров»: Союза русских художников, Общества поощрения художеств (в здании, некогда принадлежащем этому обществу, располагается с 1932 года Правление СПбСХ и его Выставочный центр), Общества художников имени А. И. Куинджи и других. Все эти годы Санкт-Петербургский (Ленинградский) Союз художников являлся и является одной из самых сильных творческих организаций художников России. СПбСХ состоит коллективным членом Международной конфедерации Союзов художников, официально являясь одним из правопреемников «Союза художников СССР».
С 2018 года официальное название — Региональная творческая общественная организация "Санкт-Петербургский Союз художников". Сокращенное название РТОО "СПбСХ" . На официальном сайте размещен Устав организации, регулярно публикуются новости СПбСХ.

## Структура
Включает в себя 11 (одиннадцать) творческих объединений (секций). Имеются секции: живописи, графики, скульптуры, керамики, декоративно-прикладного искусства, театра и кино, монументального искусства, плаката, критики и искусствоведения, фотографии, реставрации.
В СПбСХ состоит более 4000 членов.

## Руководство
СПбСХ последовательно руководили:

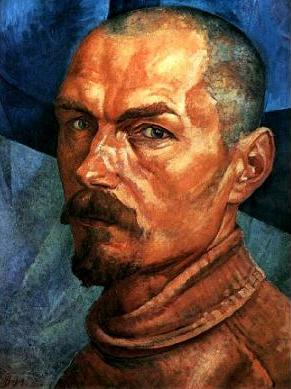
К. С. Петров-Водкин

- Петров-Водкин, Кузьма Сергеевич (1932—1937),
- Манизер, Матвей Генрихович (1937—1941),
- Серов, Владимир Александрович (1941—1948),
- Николаев, Ярослав Сергеевич (1948—1951),
- Соколов, Василий Васильевич (1951—1953),
- Косов, Григорий Васильевич (1953—1953),
- Серебряный, Иосиф Александрович (1954—1957),
- Соколов, Василий Васильевич (1957—1962),
- Аникушин, Михаил Константинович (1962—1972),
- Фомин, Пётр Тимофеевич (1972—1975),
- Угаров, Борис Сергеевич (1975—1979),
- Лоховинин, Юрий Николаевич (1979—1986),
- Аникушин, Михаил Константинович (1986—1990),
- Мальцев, Евгений Демьянович (1990—1997),
- Чаркин, Альберт Серафимович (1997—2017),
- Сайков, Александр Васильевич (2017—2018),
- Базанов, Андрей Николаевич (с 2018).

Правление СПбСХ находится по адресу: 190000, Санкт-Петербург, Большая Морская улица, д. 38.

### Состав
Смотри категорию Члены Санкт-Петербургского Союза художников.

## Галерея

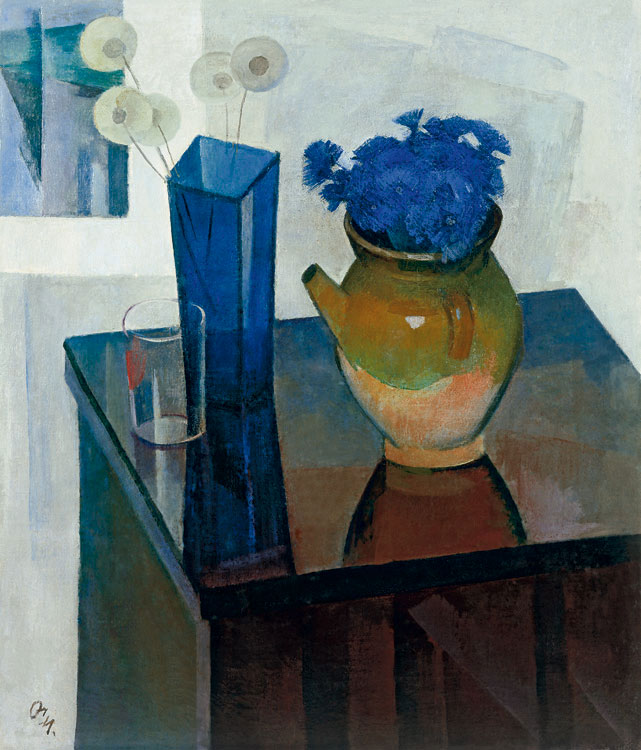
С. Осипов. Васильки. 1976

## Видеосюжеты
- Письмо министру (Художники Петербурга просят Минкульт вернуть им бесплатное посещение музеев) / НТВ Санкт-Петербург. «Сегодня в Санкт-Петербурге». Корреспондент Лана Конокотина. 2024, 28 февраля.